# Basri Dirimlili
Basri Dirimlili (Silistre, 7 giugno 1929 – Silistre, 14 settembre 1997) è stato un calciatore e allenatore di calcio turco, di ruolo difensore.

## Palmarès

### Giocatore

#### Competizioni nazionali
- Campionato turco: 2

Fenerbahce: 1959, 1960-1961